# Editorial Larousse
Larousse (/la'ʀus/) es una editorial francesa fundada por Pierre-Athanase Larousse y Augustin Boyer en 1852 como "Librarie Larousse et Boyer", que cuenta con equipos de redacción en nueve países (España, México, Argentina, Chile, Venezuela, Colombia, Brasil, Italia y Polonia).

## Historia
La primera publicación de Larousse apareció en 1855, cinco años después de su fundación, y se dio a conocer con el nombre de Nuevo Diccionario de la lengua francesa, precursor del Pequeño Larousse Ilustrado.
El 27 de diciembre de 1863 apareció el primer fascículo del Gran Diccionario Universal, formado por quince volúmenes, que fue ubicado por la Iglesia católica en su Índice de libros prohibidos debido a sus ideas republicanas, liberales, laicas y progresistas.

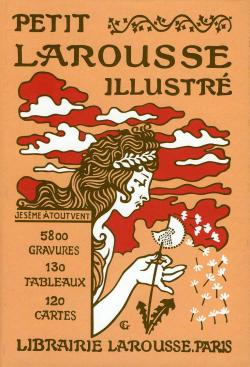
Petit Larousse ilustrado.1905

En 1871, Pierre-Athanase Larousse quedó afectado por una parálisis y falleció el 3 de enero de 1875, a la edad de 57 años. El Gran Diccionario Universal fue llevado a término por su sobrino, Jules Hollier. En los últimos años, Larousse ha dejado de publicar solo enciclopedias y diccionarios, y se ha volcado hacia la publicación de libros sobre temas particulares, como por ejemplo vinos, astronomía, jardinería, etc.  Actualmente, conforme con el advenimiento de las enciclopedias multimedias, Larousse lanzó al mercado, en mayo de 2003, tras cuatro años de intenso trabajo editorial, su propia Enciclopedia Universal Multimedia Larousse.

## Larousse en español
La primera edición en español del Pequeño Larousse Ilustrado fue publicada en 1912 y, en 1953, la editorial abrió su primera filial en América Latina. La editorial ha tenido gran penetración en los hogares, escuelas y estudiantes latinoamericanos: su publicación más vendida es el Pequeño Larousse Ilustrado.
En la actualidad, la sede de Larousse en España se encuentra en Barcelona. Publica más de un centenar de obras al año, entre libros ilustrados, infantiles, métodos de aprendizaje y diccionarios.

## Enciclopedias
- Grand Dictionnaire universel du XIX siècle (1864-90, 15 volúmenes), puesto en el Índice de libros prohibidos por la Iglesia católica;
- Nouveau Dictionnaire illustré (1864), ampliado posteriormente con el título de Nouveau Larousse illustré (ediciones hasta 1939; en 1950, se reanudó su publicación, hasta 1957);
- Larousse du XX siècle (1928, 6 volúmenes);
- Grand Larousse Encyclopédique (1960, 10 volúmenes), y
- Grande Encyclopédie Larousse (1971-76, 20 volúmenes)